# Сурсин, Николай Григорьевич
Николай Григорьевич Сурсин (03.06.1922 — 18.03.2000) — разведчик взвода пешей разведки 294-го стрелкового полка (184-я стрелковая дивизия, 5-я армия, 3-й Белорусский фронт), красноармеец, участник Великой Отечественной войны и Советско-японской войны, кавалер ордена Славы трёх степеней.

## Биография
Родился 3 июня 1922 года в селе Малая Повалиха, ныне Первомайский район Алтайский край Россия, в семье крестьянина. Русский. Окончил начальную школу. Работал в колхозе.
В сентябре 1942 года был призван в Красную Армию Барнаульским райвоенкоматом. Воевал на Воронежском, Калининском, Западном, 3-м Белорусском фронтах. Весь боевой путь прошёл в составе 184-й стрелковой дивизии.
Боевой путь начал в декабре 1942 года на Воронежском фронте, в первом же бою был ранен. Попал в медсанбат, залечив немного рану, стал помогать санитарам переносить раненых. После выздоровления, приказом командира дивизии, был оставлен в медсанбате. 
Только в сентябре 1943 года вернулся на передовую, где был определён в 92-ю отдельную разведывательную роту той же 184-й стрелковой дивизии. Уже в первых разведках показал себя смелым и находчивым. Вскоре 184-я стрелковая дивизия была переброшена на Калининский фронт и с боями наступала на Смоленском направлении. За освобождение города Духовщины ей было присвоено почётное наименование Духовщинской. В октябре в бою под селом Стаями был ранен, но из роты не ушёл.
В ночь на 3 апреля 1944 года в 12 километрах юго-восточнее города Витебск, выполняя задачу по захвату контрольного пленного, проник в расположение противника. Двумя противотанковыми гранатами разрушил блиндаж, уничтожив не менее 10 солдат и офицера, чем вызвал панику в траншеях противника. Огнём из автомата уничтожил ещё до 7 гитлеровцев и одного взял плен. Пленный ефрейтор дал ценные сведения.
Приказом по частям 184-й стрелковой дивизии (№ 19/н) от 15 апреля 1944 года красноармеец Сурсин Николай Григорьевич награждён орденом Славы 3-й степени. 23 июня 1944 года началась Белорусская операция, а 6 июля войска под командованием генерала И. Д. Черняховского вступили на литовскую землю. Николай Сурсин участвовал в ликвидации окружённого вражеского гарнизона в городе Вильнюсе. 17 августа воины 184-й стрелковой дивизии вышли на государственную границу на реке Шешупа c Восточной Пруссией.
22 сентября 1944 года в составе разведывательной группы  в районе южнее города Шакяй (Литва) в поиске по захвату «языка» красноармеец Сурсин заменил раненого командира группы обеспечения, личным примером увлёк бойцов за собой. Благодаря решительным и смелым действиям Сурсина и его группы «язык» был благополучно доставлен в наше расположением и дал ценные сведения. 
Приказом по войскам 5-й армии (№ 154/н) от 4 ноября 1944 года красноармеец Сурсин Николай Григорьевич награждён орденом Славы 2-й степени.
На завершающем этапе войны, во время Восточно-Прусской операции воевал в полковой разведке - разведчиком взвода пешей разведки 294-го стрелкового полка той же дивизии.
23 февраля 1945 года в 4-х километрах севернее населённого пункта Цинтен (ныне посёлок Корнево Багратионовского района Калининградской области) красноармеец Сурсин первым ворвался в населённый пункт Немриттен, огнём из личного оружия истребил шесть гитлеровцев, четверых взял в плен. 24 февраля в 5-ти километрах севернее населённого пункта Цинтен проник в населённый пункт Кукенен, гранатой вывел из строя вражеский пулемёт вместе с расчётом, чем способствовал успешному продвижению стрелковых подразделений. За эти бои 31 марта был представлен к награждению орденом славы 1-й степени. 29 апреля 1945 года командующий 5-й армией генерал-полковник Крылов подписал наградной лист, но документы дальше не ушли.
После окончания боёв в Европе дивизия, в которой воевал разведчик Сурсин, была переброшена на Дальний Восток. Здесь он участвовал в разгроме японских милитаристов. Уже после окончания боёв на Дальнем Востоке было реализовано представление к награждению орденом Славы 1-й степени за апрель 1945 года. 
Приказом Главнокомандующего Советскими войсками на Дальнем Востоке маршала Василевского (№ 032/н) от 23 сентября 1945 года за образцовое выполнение боевых заданий командования на фронте борьбы с японцами на Дальнем Востоке и проявленные при этом доблесть и мужество старший сержант Сурсин Николай Григорьевич награждён орденом Славы 1-й степени. Стал полным кавалером Ордена Славы.
В 1946 году был демобилизован, вернулся на родину. 
Младший лейтенант в отставке. Проживал в селе Первомайское, ныне Первомайском районе Алтайского края России. Работал в совхозе кочегаром. Скончался 18 марта 2000 года. Похоронен на кладбище села Первомайское Первомайский район.

## Награды
- Орден Отечественной войны I степени (11.03.1985)[4]

- Полный кавалер ордена Славы:
  - орден Славы I степени (23.09.1945)[5];
  - орден Славы II степени (04.11.1944)[6];
  - орден Славы III степени (15.04.1944)[7];
- медали, в том числе:

- - «В ознаменование 100-летия со дня рождения Владимира Ильича Ленина» (6 апреля 1970)
  - «За победу над Германией в Великой Отечественной войне 1941—1945 гг.» (9 мая 1945[8])[9]
  - «За победу над Японией»
  - «20 лет Победы в Великой Отечественной войне 1941—1945 гг.» (7 мая 1965[10])
  - «30 лет Победы в Великой Отечественной войне 1941—1945 гг.»[11]
  - 40 лет Победы в Великой Отечественной войне 1941—1945 гг.[12]
  - «30 лет Советской Армии и Флота»[13]
  - «40 лет Вооружённых Сил СССР»[14]
  - «50 лет Вооружённых Сил СССР» (26 декабря 1967[15])
- Знак «25 лет победы в Великой Отечественной войне» (1970)

## Память
- На могиле установлен надгробный памятник.
- Его имя увековечено в Главном Храме Вооружённых сил России, и навсегда запечатлено на мемориале «Дорога памяти»
- В селе Первомайское именем Н.Г. Сурсина названа улица[16].